# La Dernière Révolution de Mao. Histoire de la Révolution culturelle 1966-1976
La Dernière Révolution de Mao. Histoire de la Révolution culturelle 1966-1976 est un ouvrage des universitaires Roderick MacFarquhar et Michael Schoenhals paru en 2009.

## Présentation
L'ouvrage présente Mao Zedong comme l'unique responsable de la révolution culturelle. Pour le sinologue Lucien Bianco, il s'agit d'une confirmation. Les deux sinologues Roderick MacFarquhar et Michael Schoenhals considèrent que la révolution culturelle est le « tombeau du maoïsme » et permet l'entrée de la Chine dans la modernité capitaliste.
Les quatre premiers chapitres présentent l'origine de la révolution culturelle. À la suite du Grand bond en avant et de la Grande famine  qu cause la mort d'environ 30 millions de paysans, Mao Zedong est mis en difficulté au sein du Parti communiste chinois et craint d'être destitué comme ce fut le cas de Nikita Khrouchtchev en 1964. Pour les auteurs de l'ouvrage, la révolution culturelle n'est pas seulement pour Mao Zedong le moyen de retrouver la plénitude de son emprise sur le Parti mais aussi d'éviter la « voie révisionniste » qui supprimerait les acquis de son « socialisme égalitaire ». Ainsi le Grand timonier se défie des dirigeants du Parti communiste comme Liu Shaoqi, Deng Xiaoping, Zhou Enlai ou Chen Yun susceptibles de trahir l'idéologie maoïste. Les chapitres 5 à 10 décrivent le développement de la révolution à partir des universités de Pékin où Mao a engagé les premières attaques. Les Gardes rouges partent à l'assaut des Quatre vieilleries, l'ensemble des institutions sont concernées, la destruction d'une grande partie des monuments architecturaux et patrimoniaux chinois, dont les édifices religieux est effectuée. Les chapitres 11 à 16 mentionnent les difficultés de Mao Zedong pour maitriser le mouvement. En février 1967, il critique la Commune populaire de Shanghai qui prévoit la possibilité de révoquer les responsables du mouvement à tout moment. Mao considère qu'il faut toujours maintenir « un noyau dur, un parti politique ». En juillet-août 1968, il se retourne contre les Gardes rouges, les jeunes urbains sont alors exilés dans les campagnes. Les chapitres 17 à 20 évoquent la première tentative de Mao de stabiliser la société chinoise en s’appuyant sur son nouveau successeur officiel Lin Biao. Mais ce dernier est aussi éliminé en 1971. Puis Mao cherche à s'appuyer sur  Zhou Enlai et réhabilite Deng Xiaoping en 1973 mais le purge de nouveau en 1976 sous la pression de la Bande des Quatre après le Mouvement du 5-Avril.  À la mort de Mao, son nouveau successeur Hua Guofeng fera arrêter Jiang Qing et ses proches, mettant ainsi un terme à la révolution culturelle. Hua sera lui-même mis à l'écart en 1978 par Deng Xiaoping qui entre-temps a été une nouvelle fois réhabilité. Ce dernier engage la Chine dans l'économie capitaliste mais se refuse à ouvrir une voie politique démocratique.

## Accueil critique
L'historienne française Perrine Simon-Nahum classe l’ouvrage dans la continuité de ceux du sinologue Simon Leys notamment Les Habits neufs du président Mao ou du livre de Francis Deron, journaliste au Monde consacré au Cambodge avec Le Procès des khmers rouges. Le sinologue Lucien Bianco indique que « deux des meilleurs spécialistes de la Chine populaire se sont associés » pour un ouvrage  richement documenté tout en conservant un récit très vivant. Pour l'universitaire Alain Roux, il « s’agit du meilleur ouvrage de référence sur le sujet » et pour l'historien Jean-Louis Margolin  : « le plus complet actuellement sur cette question ». Toutefois, le journaliste Paul-François Paoli mentionne la difficulté de lecture « tant les conflits qui agitent la bureaucratie chinoise sont complexes à décrypter ».

## Éditions
- Mao's Last Revolution, Cambridge, MA, Belknap Press of Harvard University Press, 2005, (ISBN 9780674023321)[7].
- La Dernière Révolution de Mao. Histoire de la Révolution culturelle (1966-1976), Paris, Gallimard, Collection : NRF Essais, 2009   (ISBN 2-070-78579-3).